# 唐階泰
唐階泰（1608年8月6日—1650年），字亨予，號瞿瞿，四川夔州府達州人，明朝政治人物。

## 生平
崇禎三年庚午科四川鄉試中式第十名舉人，崇禎十年丁丑科會試中式進士，刑部觀政，授吳江知縣，十三年拾遺，降補江西按察司知事，十五年升宁国府推官，升都察院经历，十七年升南京禮部精膳司员外，六月升祠祭司郎中，本年升廣東参议，海北道，丁憂。1650年迁居吴江，不久忧愤而卒。

## 家族
曾祖唐継凯，贡生；祖唐椿，贡生；父唐自华，字棣之，號西雛，贡生，明末绝食而死。子唐甄（1630年-1704年），順治十四年（1657年）丁酉舉人，號圃亭，官長子知縣，著有《潜書》。